# Куликовка (Липецкая область)
Куликовка — деревня в Воловском районе Липецкой области России. Входит в состав Верхнечесноченского сельсовета.

## География
Деревня находится в юго-западной части Липецкой области, в лесостепной зоне, в пределах восточных отрогов Среднерусской возвышенности, на правом берегу ручья Чесночный (приток реки Олым), на расстоянии примерно 11 километров (по прямой) к юго-востоку от села Волово, административного центра района. Абсолютная высота — 196 метров над уровнем моря.
Климат умеренно континентальный с теплым летом и умеренно морозной зимой.
Часовой пояс
Деревня Куликовка, как и вся Липецкая область, находится в часовой зоне МСК (московское время). Смещение применяемого времени относительно UTC составляет +3:00.

## Население
| 2010 | 2012 |
| ---- | ---- |
| 91   | ↗100 |

Гендерный состав
По данным Всероссийской переписи населения 2010 года в гендерной структуре населения мужчины составляли 45,1 %, женщины — соответственно 54,9 %.
Национальный состав
Согласно результатам переписи 2002 года, в национальной структуре населения русские составляли 95 %.

## Улицы
Уличная сеть деревни состоит из двух улиц (ул. Парковая и ул. Димитрова).